# Garra dunsirei
Garra dunsirei és una espècie de peix cipriniforme de la família dels ciprínids que es troba a Oman.